# نیتانی (پنسیلوانیا)
نیتانی (به انگلیسی: Nittany) یک منطقهٔ مسکونی در ایالات متحده آمریکا است که در شهرستان سنتر، پنسیلوانیا واقع شده‌است. نیتانی ۳٫۶۷ کیلومتر مربع مساحت و ۶۵۸ نفر جمعیت دارد و ۲۷۲٫۴۹ متر بالاتر از سطح دریا واقع شده‌است.